# Der Beobachter an der Elbe

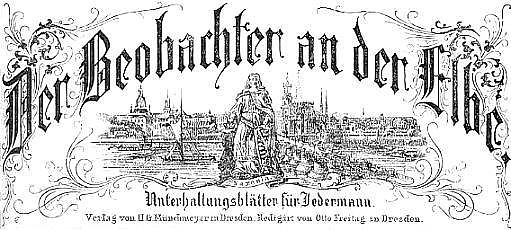
Titel der Zeitschrift von 1874

Der Beobachter an der Elbe war eine im 19. Jahrhundert im Dresdner Verlag H. G. Münchmeyer herausgegebene Unterhaltungszeitschrift, welche Erzählungen, Novellen und Romane in Fortsetzungen veröffentlichte.

## Geschichte
Der Beobachter an der Elbe erschien mit dem Untertitel Unterhaltungsblätter für Jedermann ab Weihnachten 1873 (Ausgabe Nr. 1), offiziell ab Anfang Januar 1874 im Dresdner Verlag H. G. Münchmeyer. Insgesamt wurden im ersten Erscheinungsjahr 53 Nummern herausgegeben, welche jeweils am Sonnabend vorgelegt wurden. Redakteur war zunächst Otto Freitag, nach dessen Zerwürfnis mit dem Verleger der damals noch unbekannte Karl May.
Der zweite Jahrgang war ebenfalls auf 52 Nummern konzipiert, welche ab Januar 1875 wöchentlich, ab Ende April 1875 zweimal wöchentlich erschienen. Neben der Dresdner Ausgabe ließ der Verlag die Zeitschrift u. a. auch unter den Titeln Beobachter an der Spree, Beobachter an der Saale, Beobachter an der Donau (Wien), Beobachter an dem Bober, Hannoverscher Familienfreund und Pommerscher Familienfreund vertreiben, wobei sich diese inhaltlich nicht unterschieden. Insgesamt gab es mindestens 15 Parallelausgaben der Zeitschrift. Um die (nur scheinbaren) regionalen Bezüge verschwinden zu lassen und möglicherweise auch aus Kostengründen wurde der Beobachter an der Elbe auf Anregung Karl Mays mit der 52. Ausgabe eingestellt und ab September 1875 als überregionales Deutsches Familienblatt fortgeführt. May begründete dies wie folgt:

„Da unser Blatt eine ungeahnt rasche Verbreitung über alle Gaue Deutschlands gefunden hat und in Folge dessen der gegenwärtige Titel desselben sich als nicht mehr bezeichnend erweist, so sieht die Verlagshandlung sich veranlaßt, mit Beginn des nächsten Jahrganges dasselbe unter dem Namen ›Deutsches Familienblatt‹ erscheinen zu lassen.“

Zwischen 2003 und 2019 erschien unter dem Titel Der Beobachter an der Elbe (einschließlich identisch zum Vorgänger gestalteter Titelgestaltung) ein zweimal jährlich erscheinendes Magazin des Karl-May-Museums in Radebeul.

## Konzept
Herausgeber der Zeitschrift war der Dresdner Verleger Heinrich Gotthold Münchmeyer, der mit bis zu 120 Titeln zu den auflagenstärksten Verlegern von Kolportageromanen in Deutschland gehörte. Nach dem Vorbild der Gartenlaube ließ er Unterhaltungsliteratur in Fortsetzungen abdrucken, um so auch ärmeren Schichten der Erwerb von Literatur zu ermöglichen. Der Kaufpreis teilte sich so in kleinere Wochenraten auf und war deshalb leichter erschwinglich.
Autoren waren meist junge und noch unbekannte Schriftsteller. Zu diesen gehörte Rudolf Kürbis, der unter dem Pseudonym Rudolf Wellnau 1875 die Novelle „Silber-Röschen“, im „Beobachter“ veröffentlichte. Am 8. März 1875 übernahm Karl May die Nachfolge des entlassenen Redakteurs Otto Freitag. Er selbst schrieb für die Zeitschrift die Novelle „Wanda“ (2. Jahrgang, Nr. 26–35 und 38–44) und die Abenteuererzählung „Der Gitano“ (2. Jahrgang, Nr. 52).